# Dielsiocharis kotschyi
Dielsiocharis kotschyi är en korsblommig växtart som först beskrevs av Pierre Edmond Boissier, och fick sitt nu gällande namn av Otto Eugen Schulz. Dielsiocharis kotschyi ingår i släktet Dielsiocharis och familjen korsblommiga växter. Inga underarter finns listade i Catalogue of Life.